# Axel Bokeloh
Axel Bokeloh (* 1960) ist ein ehemaliger deutscher Radrennfahrer und nationaler Meister im Radsport.

## Sportliche Laufbahn
Bokeloh war Bahnradsportler und gewann 1982 bei den UCI-Bahn-Weltmeisterschaften in Leicester gemeinsam mit Michael Marx, Gerhard Strittmatter und Roland Günther die Silbermedaille in der Mannschaftsverfolgung hinter dem siegreichen Vierer aus der Sowjetunion. 1982 gewann er die nationale Meisterschaft im Dernyrennen in Stuttgart. Er startete für den Verein „Blau-Gelb Langenhagen“.

## Familiäres
Er ist der Vater von Jonas Bokeloh, der ebenfalls Radrennfahrer war.